# Johann Elias Ridinger

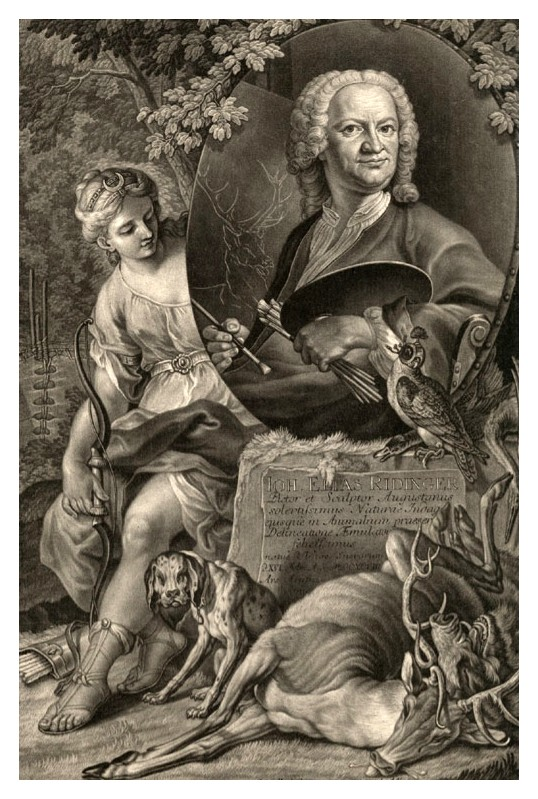
Johann Elias Ridinger, Selbstporträt

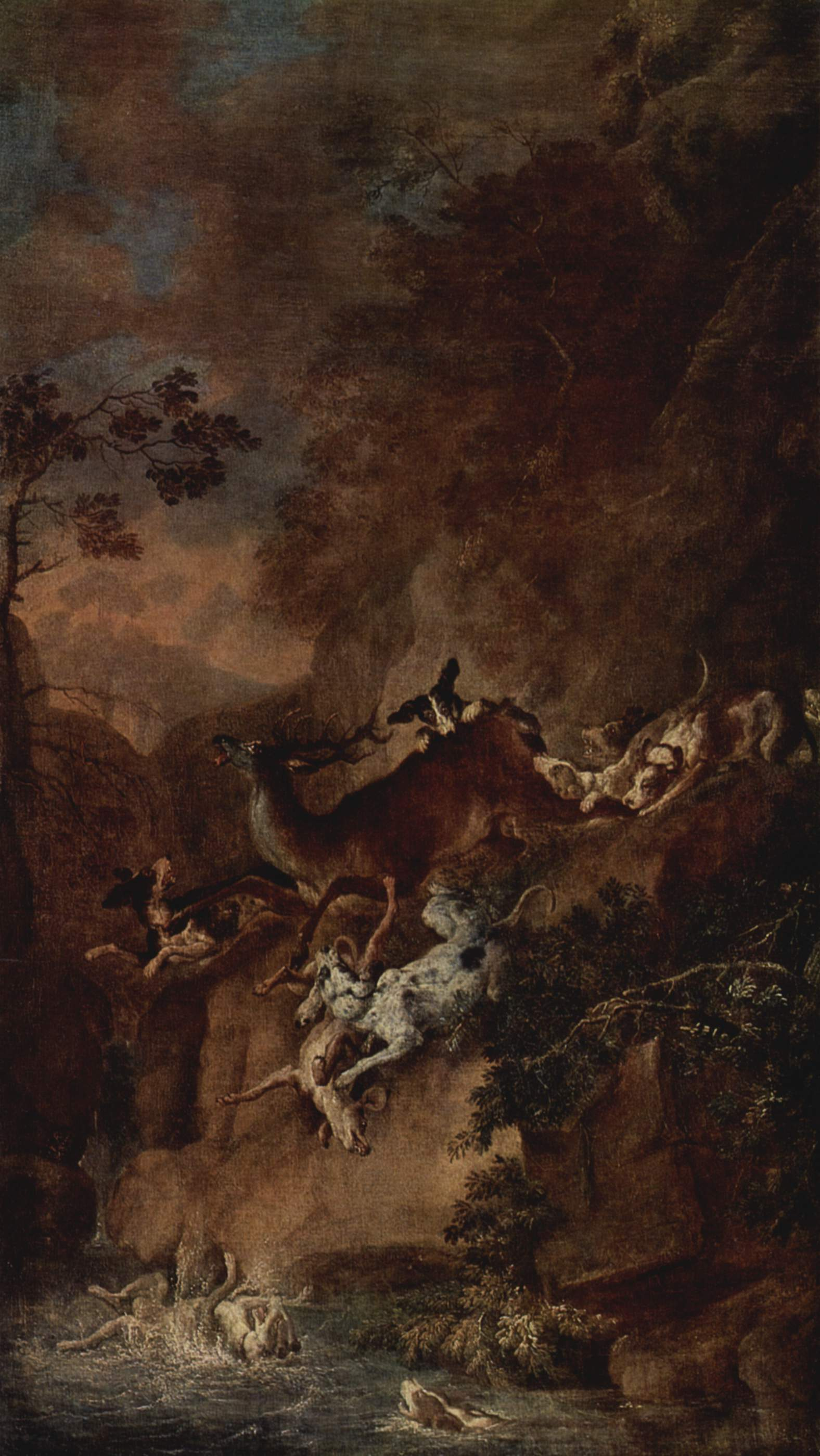
Hirschjagd

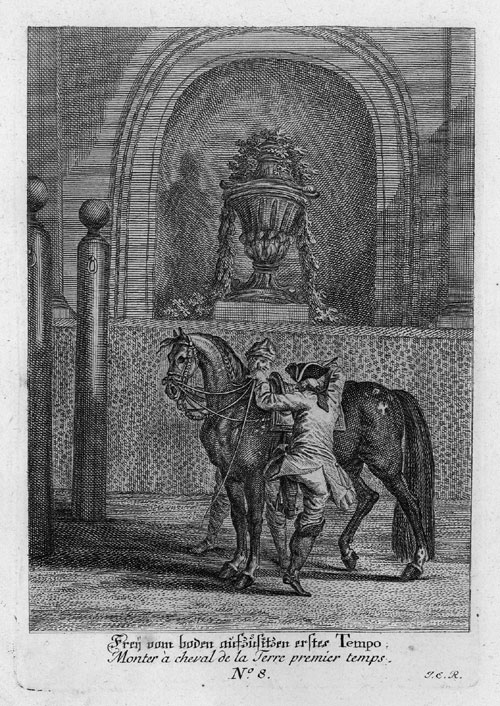
Frey vom Boden aufzusitzen erstes Tempo aus Ridingers Vorstellung und Beschreibung derer Schul und Campagne Pferden nach ihren Lectionen, 1760

Johann Elias Ridinger (* 15. Februar 1698 in Ulm; † 10. April 1767 in Augsburg) war ein deutscher Tiermaler, Kupferstecher, Radierer und Verleger.

## Leben
Ridinger wurde als Sohn eines zeichnerisch begabten Vaters von Christoph Rasch (auch Resch) in Ulm und Johann Falch (auch Falk) in Augsburg unterrichtet und bildete sich dann in Regensburg weiter, wo ihn seine Vorliebe für die Jagd zum Studium des Wildes am Hof des Grafen Metternich hinführte. Nach 1717 unternahm er weitere Studien in der reichsstädtischen Akademie des Georg Philipp Rugendas. Er gründete später in Augsburg einen eigenen Kunstverlag, in dem die meisten seiner Werke erschienen. 1759 wurde er Direktor der Kunstakademie. Ridinger starb am 10. April 1767 in Augsburg. Sein Werk wurde von seinen Söhnen Martin Elias (1730–1780) und Johann Jakob (1735–1784) weitergeführt. Der Verlag wurde später von der Martin Engelbrechtschen Kunsthandlung übernommen und 1827 von Johann Alois Schlosser.

## Werk
Seine radierten Blätter, die sich auf etwa 1600 Stück belaufen, stellen die Tiere in charakteristischen Lebensmomenten und landschaftlichen Umgebungen dar. Alte Abdrucke der Blätter sind selten. Eine Ausgabe als „Galerie Ridingerscher Tier- und Jagdstücke“ wurde 1817 in Augsburg begonnen. Sehr zahlreich sind seine mit Genauigkeit und Geschmack ausgeführten Zeichnungen.
Auswahl seiner Kupferstichfolgen:
- Neue Reitkunst in Kupferstichen inventiert & gezeichnet, Augsburg 1722, 22 Blatt.
- Betrachtung der wilden Thiere, mit beygefügter vortrefflichen Poesie des hochberühmten Herrn Barthold Heinrich Brockes, Aug. Vindelic. 1736, Digitalisat
- Entwurff einiger Thiere, wie solche nach ihren unterschiedenen Arten / Actionen und Leidenschafften, nach dem Leben gezeichnet, samt beygefügten Anmerckungen, Teil 1 (1738), Teil 2 (1738), Teil 3 (1738), Teil 4 (1740), Teil 5 (1740), Teil 6 (Entwurf einiger Pferde, nach ihrem unterschiedlichen Alter und Gebrauch nach dem Leben gezeichnet, 1746), Teil 7 (Entwurff einiger Maul-Thiere und Esel, nach ihren unterschiedlichen Arten und Gebrauche nach dem Leben gezeichnet, 1754), 90 Blatt.
- Abbildung der jagtbaren Thiere mit derselben angefügten Fährten und Spuhren, Wandel, Gänge, Absprünge, Wendungen, Widergängen, Flucht, und anderer Zeichen mehr mit vielem Fleiss, Zeit und Mühe nach der Natur gezeichnet, samt einer Erklärung darüber, Augsburg 1740. online bei The New York Public Library - Digital Collections
- Die Parforcejagd des Hirschen, 16 Blatt.
- Vorstellung und Beschreibung derer Schul- und Campagne Pferden nach ihren Lectionen, … 1760, 46 Blatt. Neuausgabe: Harenberg, Dortmund (= Die bibliophilen Taschenbücher. Band 14).
- Genaue und richtige Vorstellung der wundersamste Hirsche sowohl als anderer besonder Thiere, welche von großen Herren selbst gejagd, geschoßen, lebendig gefangen oder gehalten worden, Augsburg 1768, 100 Blatt.